# نیدلوا
نیدلوا (به لاتین: Nidelva) یک رود در نروژ است که در آرندال واقع شده‌است.

## نگارخانه

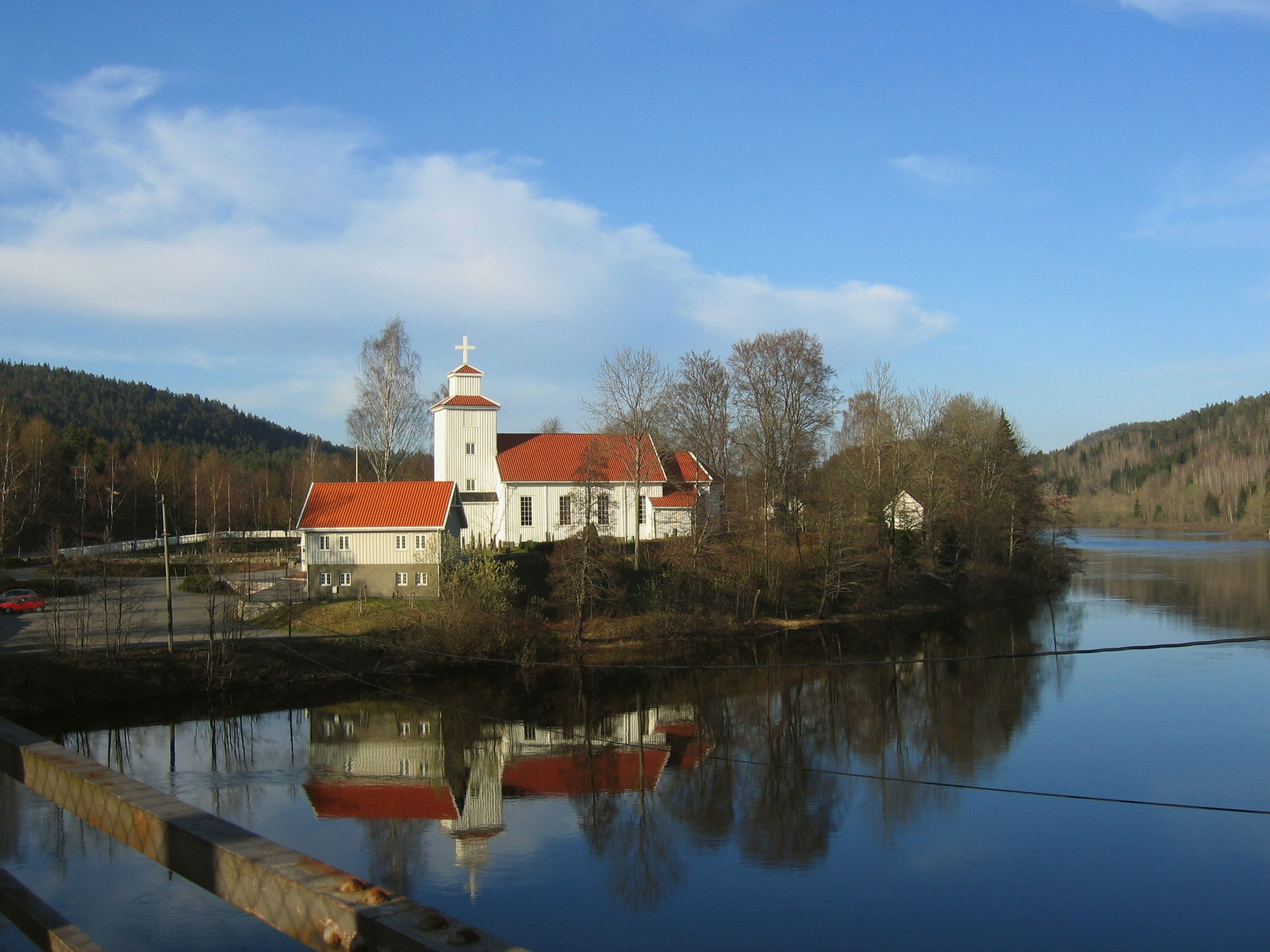
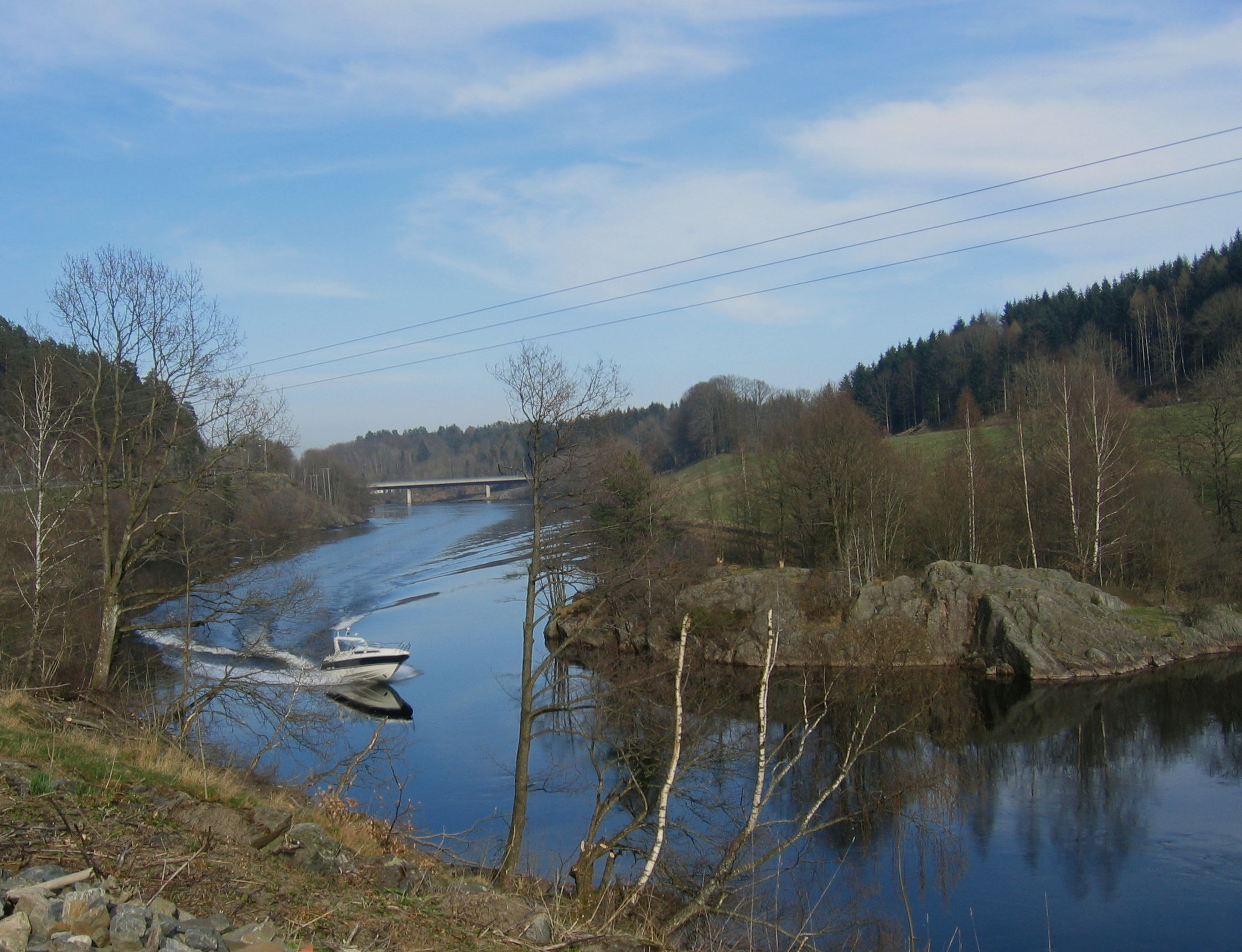
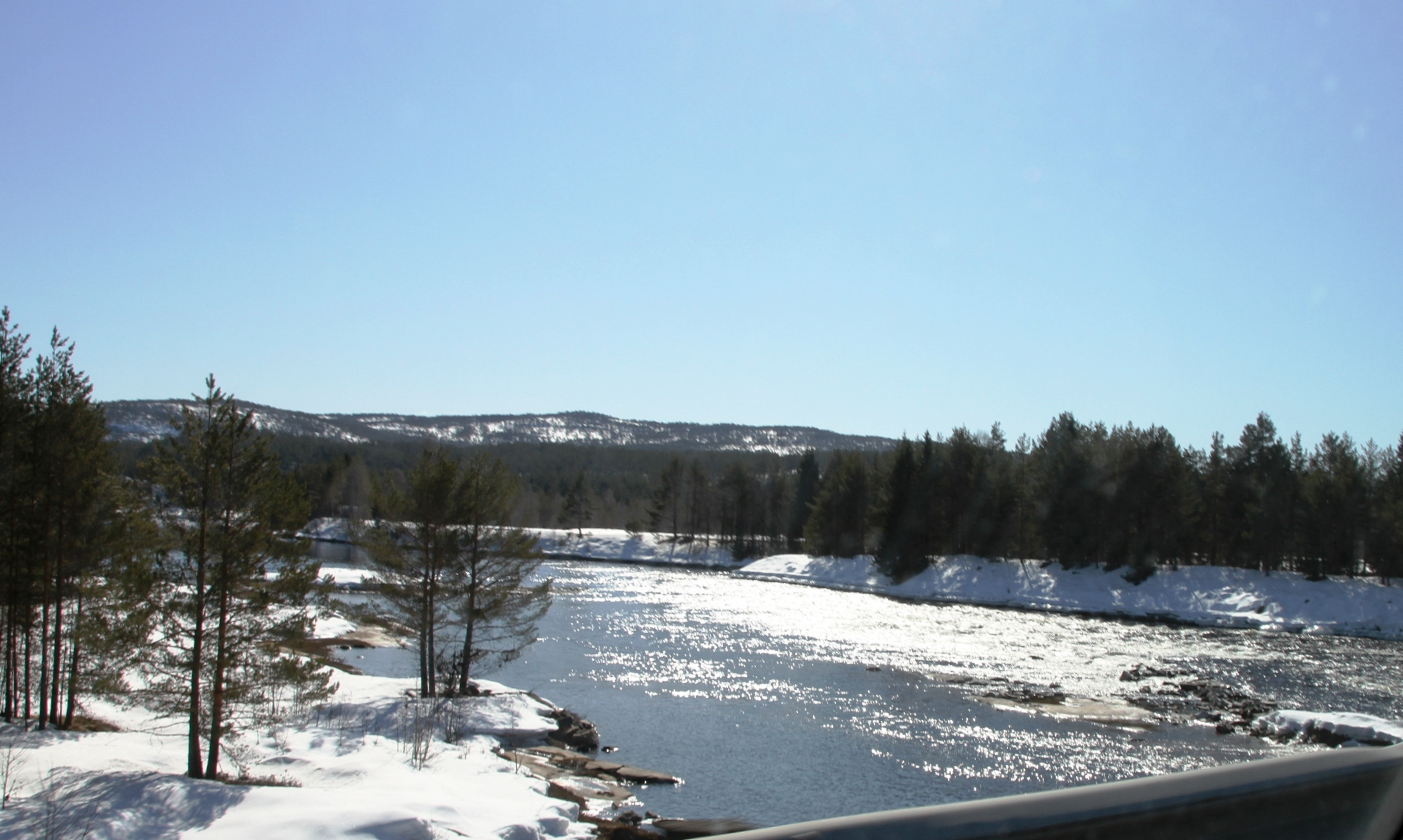
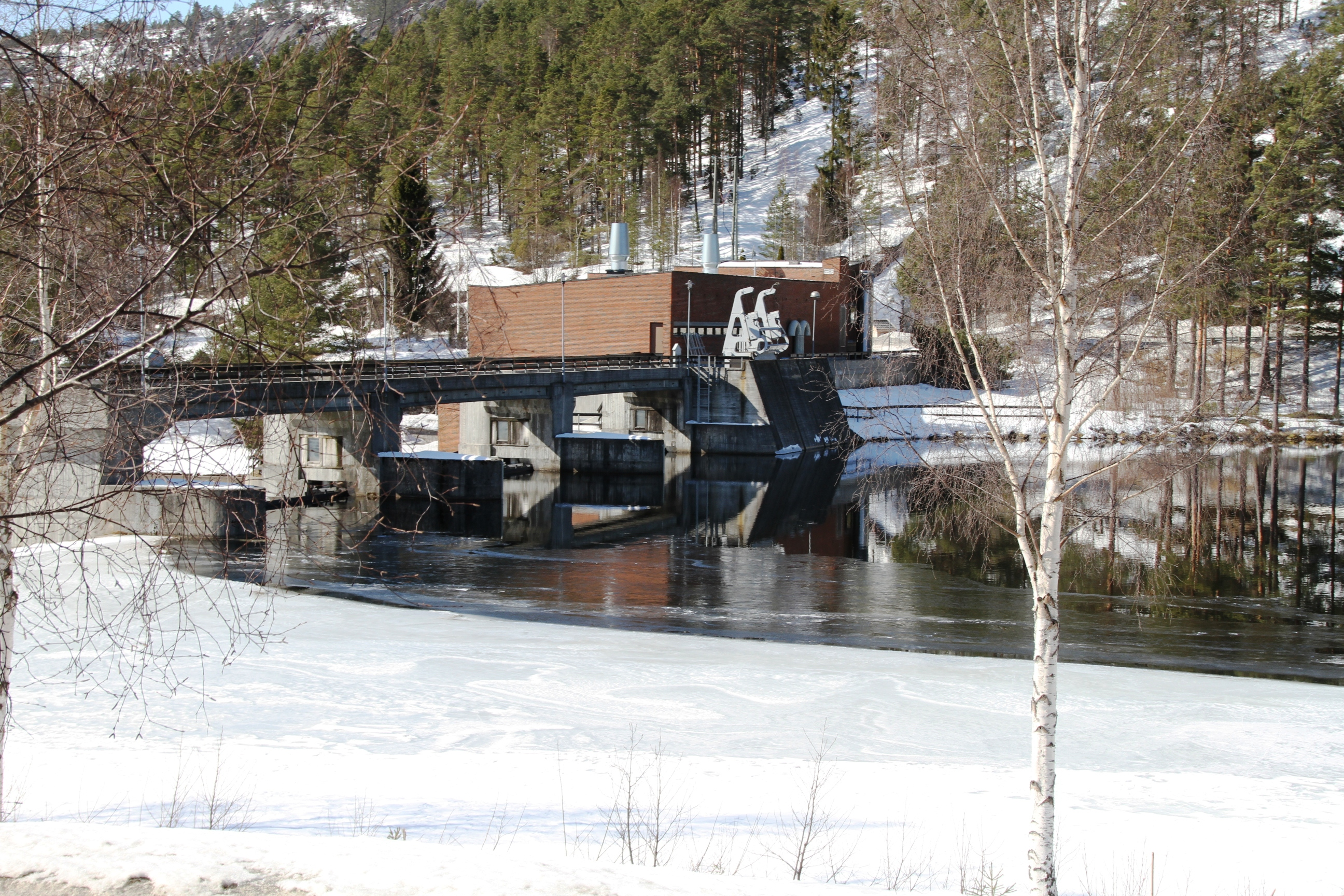
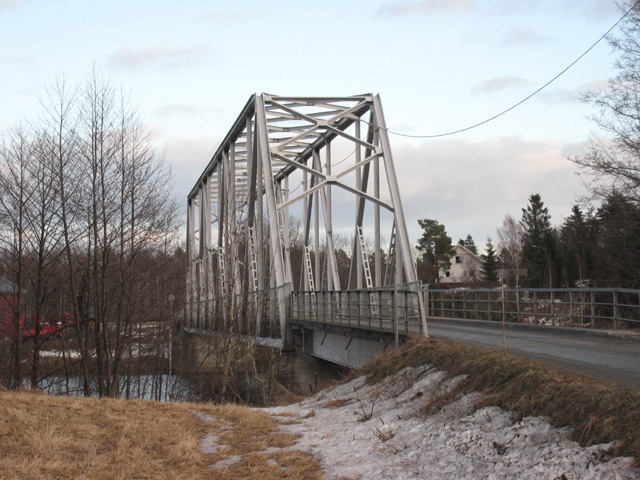